# Open Door (film, 2019)
Pour plus de détails, voir Fiche technique et Distribution.
Open Door (Derë e hapur) est un film albanais réalisé par Florenc Papas, sorti en 2019.

## Synopsis
Rudina travaille comme couturière et doit aussi s'occuper de sa famille, notamment de ses anciens beaux-parents. Elle ne voit son mari, qui travaille, à l'étranger, qu'une seule fois par an et élève seule leur fils de cinq ans, Orion.
Elle attend sa sœur Elma qui rentre d'Italie pour qu'elles aillent voir leur père à l'occasion du jour anniversaire de la mort de leur mère. Mais quand Elma arrive, elle est enceinte. Comme elle n'est pas mariée, Rudina craint la réaction de leur père. Elle décide donc d'enrôler un vieil ami d'Elma qui se fera passer pour son mari.

## Fiche technique
- Titre : Open Door
- Titre original : Derë e hapur
- Réalisation : Florenc Papas
- Scénario : Ajola Daja et Florenc Papas
- Photographie : Sevdije Kastrati
- Montage : Stefan Stabenow
- Production : Eno Milkani
- Société de production : Bunker Film Plus, Circle Production, Lupin Film, Award Film & Video et Albanian Radio Televizion
- Pays :  Albanie,  Kosovo,  Italie et  Macédoine du Nord
- Genre : Drame
- Durée : 78 minutes
- Date de sortie : 
  - Albanie : 29 septembre 2019 (Tirana International Film Festival)

## Distribution
- Luli Bitri : Rudina
- Jonida Vokshi : Elma
- Sotiraq Bratko : le père
- Elidon Alikaj : Geni
- Maxwell Guzja : Orion
- Visar Vishka : Rezart

## Distinctions
Le film a été choisi par l'Albanie comme représentant pour l'Oscar du meilleur film international lors de la 93e cérémonie des Oscars, mais il n'a pas été nommé. Il a par ailleurs obtenu le prix du public au Festival del Cinema Europeo, le prix du meilleur film étranger des New Mexico Film Critics et a été présenté en sélection officielle au Festival du film de Sarajevo, Festival international du film des frères Manaki et au Festival international du film de Sofia.